# Rectomillerella
Rectomillerella es un género de foraminífero bentónico de la subfamilia Ozawainellinae, de la familia Ozawainellidae, de la superfamilia Fusulinoidea, del suborden Fusulinina y del orden Fusulinida. Su especie tipo es Rectomillerella texasensis. Su rango cronoestratigráfico abarca desde el Namuriense hasta el Moscoviense (Carbonífero superior).

## Discusión
Clasificaciones más recientes incluyen Rectomillerella en la superfamilia Ozawainelloidea, y en la subclase Fusulinana de la clase Fusulinata. También se ha incluido en Subfamilia Millerellinae.

## Clasificación
Rectomillerella incluye a las siguientes especies:
- Rectomillerella okubensis †
- Rectomillerella texasensis †